# Joseph Norman Lockyer

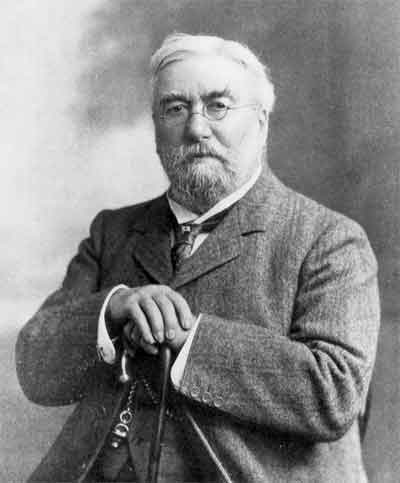
Sir Norman Lockyer, 1909

Sir Joseph Norman Lockyer (* 17. Mai 1836 in Rugby, Warwickshire; † 16. August 1920 in Salcombe Regis, Devonshire) war ein englischer Astronom und gilt als einer der Wegbereiter der modernen Astrophysik und Begründer der Archäoastronomie.

## Leben
Norman Lockyer wurde 1857 Beamter im britischen Kriegsministerium. Nach einer Veröffentlichung zur Marstopographie wurde er 1862 Mitglied der Royal Astronomical Society. 1866 machte er eine Spektralanalyse von Sonnenflecken. 1868 entdeckte er unabhängig von dem Franzosen Jules Janssen eine unbekannte Linie im Sonnenspektrum. Lockyer und sein englischer Kollege Edward Frankland schlugen vor, das neue Element Helium zu nennen.
1869 gründete Lockyer das Wissenschaftsmagazin Nature, das bis heute existiert. Lockyer blieb 50 Jahre lang Herausgeber. Er wurde 1870 zum Sekretär der Royal Commission on scientific instruction and the advancement of science ernannt und unternahm eine Sonnenfinsternisexpedition nach Sizilien. 1871 erfolgte seine Ernennung zum assistant commissioner. Im selben Jahr reiste Lockyer zu einer Sonnenfinsternisexpedition nach Indien.
1881 wurde Lockyer Professor für Astronomie am „Royal College of Science“ (heute Teil des Imperial College). Er reiste 1882 nach Afrika zu einer weiteren Sonnenfinsternisexpedition. Er wurde 1885 Direktor des neu gegründeten Sonnenobservatoriums in South Kensington, was er bis 1913 blieb. 1912 gründete er auch ein eigenes Observatorium in Salcombe Hill in Sidcombe in Devon. Lockyer wendete 1887 den Dopplereffekt zur Bestimmung der Rotationsperiode der Sonne an und erstellte eine Theorie zur Sternentwicklung. Er wurde 1892 Vizepräsident der Royal Society. Seit 1873 war er korrespondierendes Mitglied der Académie des sciences in Paris und seit 1904 der Russischen Akademie der Wissenschaften in Sankt Petersburg. 1915 wurde er in die American Academy of Arts and Sciences und 1919 in die Königliche Akademie der Wissenschaften und Schönen Künste von Belgien gewählt.
Bekannt ist er als einer der frühesten Vertreter der Archäoastronomie. Nachdem ihm auf einer Griechenlandreise 1890 die Ost-West-Ausrichtung vieler Tempel auffiel, überprüfte er die astronomische Ausrichtung systematisch auch in Ägypten und fand z. B. am Amun-Tempel in Karnak eine Ausrichtung zum Sonnenuntergang am Mittsommertag. Weitere Ausrichtungen fand er zum Stern Sirius in Ägypten. Lockyer veröffentlichte seine Beobachtungen 1894 in seinem Buch The Dawn of Astronomy. 1901 bestimmte er das Alter von Stonehenge auf das Jahr 1680 v. Chr. Er nahm an, dass der sogenannte Heel-Stone genau auf den Sonnenaufgang am Mittsommertag ausgerichtet war und berechnete die Verschiebung der Sonnenaufgangsrichtung aufgrund der Präzessionsbewegung der Erdachse. Für die späteste, äußerste Steinsetzung wurde dieses Alter bestätigt.
Der Mondkrater Lockyer und der Marskrater Lockyer sind nach ihm benannt.
Am 22. Juni 1897 wurde er als Knight Commander of the Bath geadelt.

### Werke (Auswahl)
- Elementary lessons in astronomy. London (1868)
- Spectrum analysis as applied to the sun. (1872)
- The spectroscope and its applications. (1873)
- Why the earths chemistry is as it is. (1877)
- Report to the committee on solar physics on the basic lines common to spots and protuberances. (1880)
- Meteoric hypothesis. (1890)
- Rules of golf. (1896)
- Inorganic Evolution as Studied by Spectrum Analysis. (1900)
- Total eclipse of the sun, May 28, 1900. (1902)